# KOSUKE KITAJIMA CUP
『KOSUKE KITAJIMA CUP』（コウスケ・キタジマ・カップ）は、2015年から東京都水泳協会主催で毎年1月に行われる競泳の競技大会で、東京アクアティクスセンター（完成前は東京辰巳国際水泳場）で行われている。
同大会はアテネオリンピック (2004年)、北京オリンピック（2008年）の2度の夏季オリンピックで金メダルを獲得、現役引退後も東京都水泳協会会長として、後進の指導に当たる北島康介の業績をたたえ、また次世代の選手の育成を目的として創設され、日本代表級の選手を中心に競泳の競技会の少ない冬季に多くの有力選手が国内各地から参戦し、2019年からは上位入賞者に対して、日本国内の競泳大会として初めて、強化費を名目の賞金が贈呈される「賞金制大会」となった。

## 大会日程・概要
（2024年度）
- 主催：東京都水泳協会
- 後援：東京都
- 協賛：LEFT-U、フルキャスト、サトウ食品、ベネフィット・ワン、ヴェリタス・インベストメント、ロハス・メディカル、Dr.ルルルン、大正製薬
- 会場：東京アクアティクスセンター
- 放送：日テレジータス（CS日本）
- 会期：2024年1月18日（公式練習）、19日・20日・21日（競技）